# Acaena × metaphyllidion
Acaena × metaphyllidion é uma espécie híbrida de rosácea do gênero Acaena, pertencente à família Rosaceae.